# مسابقة إنتل الدولية للعلوم والهندسة

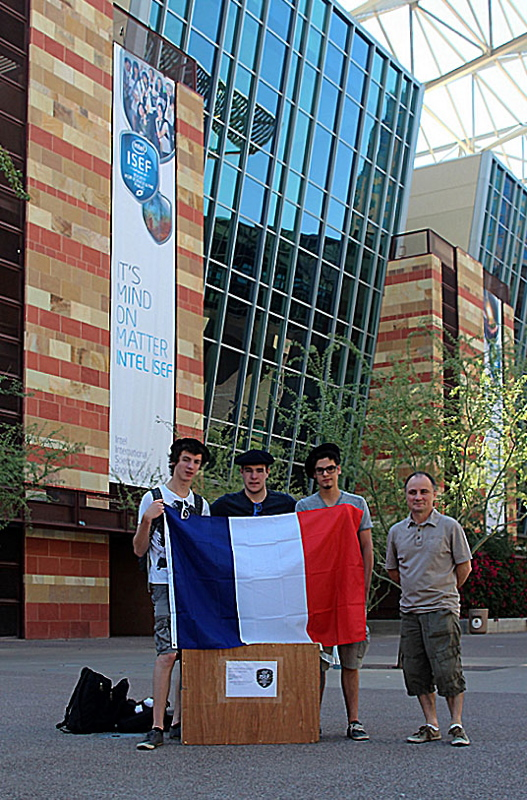
فريق لافال في مسابقة ISEF في فينيكس في مايو 2013

أيسف"- ISEF-International Science and Engineering Fair" أو معرض أيسف الدولي للعلوم والهندسة، هي مسابقة تقام كل سنة، تهتم بمجال البحوث العلمية في 17 مجالا، الهندسة والحاسب وعلم الاجتماع وغيرها، وتعد هذه المسابقة أكبر مسابقة عالمية في مجال البحوث العلمية للمرحلة ما قبل الجامعية، وتستضيف المسابقة ما يقارب 1700 مشارك من أكثر من 1600 مدرسة ثانوية في أكثر من 60 دولة حول العالم، وقام بإنشاء هذه المسابقة مؤسسة جمعية العلوم والعامة الأمريكية، ويرعى هذه المسابقة شركة إنتل حتى عام 2019، وقد بدأت هذه المسابقة كمسابقة محلية عام 1950 م ثم أصبحت مسابقة دولية عام 1958 م.

## مكان إقامة المسابقة
يختلف مكان إقامة المسابقة من سنة إلى سنة، لكن دائما ما تكون في الولايات المتحدة الأمريكية، وقد كانت أماكن إقامة المسابقة في السنوات الماضية:
1. عام 2000 (مدينة ديترويت في ولاية ميشيغان).
2. عام 2001 (مدينة سان جوزيه في ولاية كاليفورنيا).
3. عام 2002 (مدينة لويسفيل في ولاية كنتاكي).
4. عام 2003 (مدينة كليفلاند في ولاية أوهايو).
5. عام 2004 (مدينة بورتلاند في ولاية أوريغون).
6. عام 2005 (مدينة فونيكس في ولاية أريزونا).
7. عام 2006 (مدينة إنديانابوليس في ولاية إنديانا).
8. عام 2007 (مدينة ألبوكيرك في ولاية نيو ميكسيكو).
9. عام 2008 (مدينة أطلنطا في ولاية جورجيا).
10. عام 2009 (مدينة رينو في ولاية نيفادا).
11. عام 2010 (مدينة سان جوزيه في ولاية كاليفورنيا).
12. عام 2011 (مدينة لوس أنجيليس في ولاية كاليفورنيا).
13. عام 2015 (مدينة بتسبيرج في ولاية بنسلفينيا ) .
14. عام 2016 (مدينة القاهرة في مصر)

## الجوائز
تنقسم الجوائز في هذه المسابقة إلى قسمان:
1. جوائز يقدمها منظمو المسابقة.
2. جوائز تقدمها شركات خاصة وتسمى بالجوائز الخاصة.

### جوائز المنظمين
تنقسم الجوائز إلى عدة مستويات مرتبة تنازليا هي:

#### جائزة جوردن إي مو
تقدم هذه الجائزة لأفضل مشروع من بين المشاريع الحاصلة على جائزة أفضل مشروع على مجاله من بين المجالات ال17،

ويحصل فيها الباحث على مبلغ قيمته 75 ألف دولار.

#### جائزة مؤسسة إنتل لجوائز علماء الشباب
تقدم هذه الجائزة لأفضل مشروعين من بين المشاريع الحاصلة على جائزة أفضل مشروع على مجاله من بين المجالات ال17،

ويحصل فيها الباحث على مبلغ قيمته 50 ألف دولار.

#### جائزة الأفضل على المجال
تقدم هذه الجائزة إلى المشروع الذي يحقق أفضل مشروع على مجاله .

#### جوائز إنتل الكبرى
تقدم هذه الجائزة للمشاريع الحاصلة على أحد الفئات الأربع الأولى، كالتالي:
- الفئة الأولى تحصل على مبلغ قيمته 100 دولار.
- الفئة الثانية تحصل على مبلغ قيمته 50 دولار.
- الفئة الثالثة تحصل على مبلغ قيمته 25 دولار.
- الفئة الرابعة تحصل على مبلغ قيمته 10 دولار.
- (ويمكن أن تحتوي الفئة على أكثر من مشروع في نفس الوقت).

أما بالنسبة للمشاريع الجماعية، فيتم تقسيم المبلغ بالتساوي على أفراد الفريق.

## وصلات خارجية
صفحة المسابقة